# زياد خوري (مغني)
زياد خوري (17 مايو 1988-)، مغني لبناني، شارك في أراب آيدول الموسم الثاني.

## حياته
ولد في بيروت هو من قرية البيرة الشوف، منذ أن كان في العاشرة من عمره، أحب الغناء على أنواعه، كانت أوّل مرّة يقف فيها على المسرح في المدرسة عندما قدّم مسرحيّةً مع زملائه. يجيد العزف على العود والطبلة، والغناء في عائلته موروثٌ من الأب إلى الأبناء. يعرف بحبه لزمن العمالقة حيث كان للفنان والأغنية أهمية كبيرة، وكان يحلم دائماً في الوقوف إلى جانب أحد العمالقة الأحياء ولاسيّما وديع الصافي. اكتشف موهبته والده عندما كانت يستمع مرّة إلى إحدى أغنيات السيدة فيروز ويُغنّي معها، انهى دراسته الثانوية وهو حاصل على شهادة في المحاسبة كان يعمل ضمن اختصاصه لكنه فقد عمله عندما شارك في برنامج عرب ايدول، هواياته الرياضة بأنواعها.

## مشواره الفني
اشترك في برنامج المواهب اراب ايدول على شاسة ام بي سي واجتاز المرحلة الأولى
ثم الثانية حتى المرحلة النهائية فغنى لوديع الصافي طوني حنا عاصي الحلاني وملحم زين وحصل على حب الجمهور وإشادة لجنة الحُكام لصوته وأدائه وبالأخص راغب علامة ونانسي عجرم لكن الحظ لم يحالفه ليحصد اللقب، بعد انتهاء البرنامج شارك في الكثير من المهرجانات في لبنان والبلدان العربية وقام بجولة أمريكية في الولايات المتحدة الأمريكية كانت ناجحة وهو يحضر الآن لأعماله المنفردة، وفي نوفمبر 2014 أطلق أول أغنية منفردة له بعنوان خلينا نتكتك كلمات وألحان وسام الأمير وتوزيع ميشال فاضل وصورها على طريقة الفيديو كليب مع المخرج أحمد عبد القادر في دبي
- في 21 نوفمبر 2015 أطلق أغنيته الثانية بعنوان ولادة جديدة من كلمات وألحان جهاد حدشيتي وتوزيع عمر صباغ
- في 16 مارس 2016 أطلق كليب أغنيته الجديدة «ولادة جديدة» الذي صوره مع شركة "Artists Factory".تولى مهام التصوير المخرج رامي نبهة ومدير التصوير فارس قرباني.
- في مايو 2017 أطلق أغنيته “امضيلي ع بياض” على طريقة الفيديو على قناته الرسمية عبر موقع يوتيوب، من كلمات اميل فهد، ألحان جهاد حدشيتي، توزيع عمر صباغ وتعاون في تصوير الكليب مع مخرجة جديدة تخوض اولى تجاربها الاخراجية وتدعى ريبيكا طوق، حيث صور العمل بين السوق العتيق والمدرج الروماني في منطقة ذوق مكايل.

في 2 أغسطس 2017 أطلق أغنية وطنية بعنوان (بالعونين)، دعماً للجيش اللبناني وصورتها على طريقة الكليب، من كلمات أحمد جسار، ألحان جهاد حدشيتي وتوزيع عمر الصباغ واخراج ربيع موسى بدعم فني من شركة شيواو للإنتاج الفني.